# Fangzheng
Fangzheng (chinesisch 方正縣 / 方正县, Pinyin Fāngzhèng Xiàn) ist ein Kreis der Unterprovinzstadt Harbin in der chinesischen Provinz Heilongjiang. Fangzheng hat eine Fläche von 2.978 km² und zählt 183.789 Einwohner (Stand: Zensus 2020). Sein Hauptort ist die Großgemeinde Fangzheng.

## Administrative Gliederung
Auf Gemeindeebene setzt sich der Kreis aus drei Großgemeinden und fünf Gemeinden zusammen. Diese sind:
- Großgemeinde Fangzheng (方正镇), Sitz der Kreisregierung;
- Großgemeinde Daluomi (大罗密镇);
- Großgemeinde Huifa (会发镇);
- Gemeinde Baoxing (宝兴乡);
- Gemeinde Deshan (德善乡);
- Gemeinde Songnan (松南乡);
- Gemeinde Baoxing (天门乡);
- Gemeinde Yihantong (伊汉通乡).